# Patxi Salinas
Francisco 'Patxi' Salinas Fernández (Bilbao, 17 november 1963) is een Spaans voetbalcoach en voormalig voetballer die als centrale verdediger speelde. Hij speelde van 1982 tot en met 1998 meer dan 400 wedstrijden in de Primera División, waarvan 239 voor Athletic Bilbao en 193 voor Celta de Vigo. Hij behoorde tot de teams waarmee Athletic Bilbao voor de zevende en de achtste keer in de clubhistorie landskampioen werd. Salinas kwam in 1988 twee keer uit voor het Spaans voetbalelftal. Hij is een broer van Julio Salinas, met wie hij van 1982 tot 1986 samen bij Bilbao speelde.
Salinas debuteerde in november 1982 in het eerste elftal van Athletic Bilbao. Hiervoor speelde hij dat seizoen veertien competitiewedstrijden. Zo behoorde hij tot het team van Bilbao dat voor het eerst sinds 1955/56 landskampioen werd. Salinas werd het volgende seizoen basisspeler en prolongeerde dat jaar de nationale titel met zijn teamgenoten. Ze wonnen dat seizoen ook voor het eerst sinds 1972/73 de Copa del Rey. Vanwege het winnen van beide prijzen won Athletic Bilbao in 1983/84 ook automatisch de Supercopa de España.
Na het einde van zijn carrière als voetballer, ging Salinas vanaf 1999 aan de slag als voetbalcoach.

## Erelijst
| Kampioen Primera División | 2x | 1982/83, 1983/84 |
| Copa del Rey              | 1x | 1983/84          |
| Supercopa de España       | 1x | 1984             |